# Wyspa Królewska
Wyspa Królewska (norw. Kongsøyal) – wyspa w archipelagu Svalbard na Morzu Barentsa, wchodząca w skład Ziemi Króla Karola. Powierzchnia wyspy wynosi 191 km². Wyspa nie jest zamieszkana.